# Filip Bengtsson
Filip Bengtsson, född 15 augusti 1991, är en svensk motocrossförare från Sankt Olof som kör MX2. Han gick från MX2 till MX1 2013. 2023 kom han tillbaks till MX2. Han var med i den svenska deltävlingen i EM 2007 som kördes på Svampabanan i Tomelilla.  
Filip körde en SM deltävling i Enduro 2020 där han lyckades vinna dag 2  i Skövde   
Till säsongen 2023 kom Filip tillbaks till motocross SM och körde mx2 på en 250-2 takt och lyckades vinna den säsongen.   

## Prestationer
- 2008 JSM-Guld MX2
- 2009 SM 6:a MX2
- 2010 SM-Silver MX2
- 2011 SM-Guld MX2
- 2012 Lag-VM 12:a (individuell 11:e plats i Open klassen)
- 2013 SM-Guld MX1
- 2014 SM-Guld MX1
- 2018 SM-Guld MX1
- 2019 SM-Guld MX1
- 2019 Totalsegrare i Gotland Grand National (Världens största endurotävling)
- 2020 SM-Guld MX1
- 2023 SM-Guld MX2